# 佐久間東幹線
佐久間東幹線（さくまひがしかんせん）は、電源開発（Jパワー）（2020年4月から電源開発送変電ネットワーク（通称 J-POWER送変電）に社名変更する。）が所有する送電線。

## 概要
佐久間東幹線は電源開発佐久間発電所（佐久間周波数変換所)（静岡県浜松市天竜区）〜西東京変電所（西東京送変電事業所）（東京都町田市・神奈川県川崎市麻生区）を結ぶ送電線。